# Werner Schroeter
Werner Schroeter (IPA: [ˈvɛɐ̯nɐ ˈʃʁœtɐ]) (Georgenthal, 7 aprile 1945 – Kassel, 12 aprile 2010) è stato un regista, sceneggiatore e montatore tedesco, considerato, assieme a personalità quali Werner Herzog, Rainer Werner Fassbinder, Wim Wenders e Volker Schlöndorff, uno dei promotori del Nuovo cinema tedesco, oltreché, più in generale, uno dei maggiori registi del cinema tedesco del secondo dopoguerra.

## Biografia

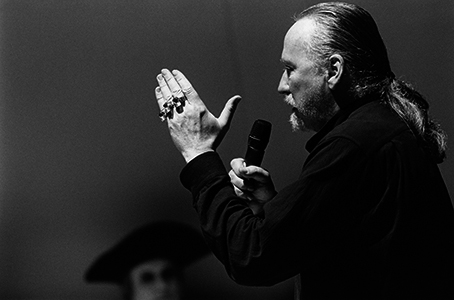
Werner Schroeter (2000)

Profondamente influenzato dalla cultura underground statunitense e dall'opera lirica, esordì quale cineasta sperimentale nel 1967. Fu grande amico di Rainer Werner Fassbinder, nonché molto stimato artisticamente da Wim Wenders.
Da sempre appassionato di opera lirica ha definito Maria Callas "una delle sue madri spirituali" e ha a lei ha dedicato il corto sperimentale Maria Callas Portait (1968).
Le sue regie teatrali sono invece improntate a un rigore classico (Emilia Galotti di Lessing, 1972; Lohengrin, 1979).
Più lineari i film successivi: Nel regno di Napoli (1978), Palermo oder Wolfsburg (1980), Orso d'oro al Festival di Berlino, Liebeskonzil (1982).
Tra i suoi ultimi film Malina (1991), Poussieres d'Amour (1996), Die Königin (2000), Deux (2002) e Nuit de chien (2008).
È stato insignito del Pardo d'onore al Festival di Locarno del 1996 e del Premio Traetta postumo del 2016 per il suo continuo impegno nella riscoperta delle radici europee della musica classica.
Numerosi i suoi documentari, tra cui Die Generalprobe (1980), Der lachende Stern (1983) e Zum Beispiel Argentinien (1985).

## Filmografia
- Verona - cortometraggio (1967)
- Virginia's Death - cortometraggio (1968)
- Übungen mit Darstellern - cortometraggio (1968)
- Paula - Je reviens - cortometraggio (1968)
- Mona Lisa - cortometraggio (1968)
- Maria Callas Porträt - cortometraggio (1968)
- La morte d'Isotta - cortometraggio (1968)
- Himmel hoch - cortometraggio (1968)
- Grotesk - Burlesk - Pittoresk - cortometraggio (1968)
- Faces - cortometraggio (1968)
- Callas Walking Lucia - cortometraggio (1968)
- Callas-Text mit Doppelbeleuchtung - cortometraggio (1968)
- Aggressionen - cortometraggio (1968)
- Nicaragua (1969)
- Neurasia - cortometraggio (1969)
- Argila - cortometraggio (1969)
- Eika Katappa (1969)
- Anglia (1970)
- Der Bomberpilot - film TV (1970)
- Salome - film TV (1971)
- Macbeth - film TV (1971)
- Der Tod der Maria Malibran (1972)
- Willow Springs (1973)
- Johannas Traum (1975)
- Der schwarze Engel (1975)
- Goldflocken (1976)
- Nel regno di Napoli (Neapolitanische Geschwister) (1978)
- Weiße Reise (1980)
- Palermo o Wolfsburg (Palermo or Wolfsburg) (1980)
- Die Generalprobe (1980)
- Tag der Idioten (1981)
- Liebeskonzil (1982)
- Der lachende Stern (1983)
- De l'Argentine (1986)
- Auf der Suche nach der Sonne - documentario TV (1986)
- Der Rosenkönig (1986)
- Malina (1991)
- Die Königin - Marianne Hoppe (2000)
- Poussières d'amour - Abfallprodukte der Liebe (1996)
- Deux (2002)
- Nuit de chien (2008)

## Riconoscimenti
- Taormina Film Fest
  - 1978 – Cariddi d'oro per Nel regno di Napoli
- Chicago International Film Festival
  - 1978 – Hugo d'argento per Nel regno di Napoli
- Deutscher Filmpreis
  - 1979 – Miglior regia per Nel regno di Napoli
  - 1982 – Miglior regia per Tag der Idioten
  - 1991 – Miglior regia per Malina
- Festival internazionale del cinema di Berlino
  - 1980 – Orso d'oro per Palermo o Wolfsburg (ex aequo con Heartland di Richard Pearce)
  - 2010 – Teddy Award speciale
- Locarno Film Festival
  - 1996 – Pardo d'onore
- Mostra internazionale d'arte cinematografica
  - 2008 – Leone d'oro speciale per il complesso dell'opera